# Ostra antigua
Ostra (en griego Οστρα) fue una ciudad romana de la VI región Augusta (Umbria et Ager Gallicus), primero praefectura y luego municipium, una ciudad en el territorio antaño ocupado por los senones (en Ager Gallicus en Piceno). Se encuentra en la localidad de Le Muracce, en el actual municipio de Ostra Vetere, del que dista unos 3 km, en la provincia de Ancona, en una terraza del fondo del valle a la izquierda del río Misa, el antiguo río Sena. En el siglo XXI es un yacimiento arqueológico de propiedad estatal y protegido, la zona de excavación y los terrenos adyacentes son propiedad del estado italiano. Además de ser un yacimiento arqueológico, también se utiliza como sede de eventos musicales y artísticos.

## Origen del nombre
Aunque historiadores y estudiosos han intentado dar explicaciones plausibles, el origen del nombre sigue rodeado de misterio. A continuación se repasan algunas de las hipótesis más creíbles:
- De Beth Ostra (Casa de Astarté), la Afrodita fenicia esposa de Adonis, venerada en la zona semítica noroccidental.
- De Ostrea (Concha-Ostra), se dice que el lugar donde se construyó (llamado Muracce) tenía forma de concha.[2]
- De Ostrum (Púrpura); como escribió el poeta romano Silio Itálico, la industria de la púrpura en la zona de Ancona no era menos famosa que la de Sidón y Tiro (que no tenían el monopolio de la misma).[2]
- De Austra, voz de origen germánico (situada en el sur), debido a su ubicación en el extremo sur del territorio ocupado por los galos.
- De Ostrya (carpe), nombre dado por los marineros griegos debido a la presencia de bosques caracterizados por esta planta de las betuláceas.
- De Austra, voz que, a diferencia de la versión germánica del mismo nombre, en latín equivale a: 'dispositivo para extraer agua colocado en los cursos fluviales', en este caso el río Misa (antiguamente llamado Sena), para regar los campos circundantes.
- Del germánico Ostrau, pueblo de gente vulgar y ruda situado al este.

## Territorio
La favorable situación topográfica de Ostra, en el valle medio del Misa, a lo largo de la ruta que unía Roma con la colonia de Sena Gallica, no lejos de esta ciudad, motiva la elección del lugar de fundación de la ciudad. A ello se añade el hecho de que ocupa una gran terraza aluvial en el fondo del valle a la izquierda del río Misa, una unidad morfológica favorable al asentamiento. Su proximidad a Sena Gallica y Aesis, su ubicación a lo largo de una importante ruta en el punto en el que, con toda probabilidad, confluye allí la ruta procedente del valle medio del Esino, y las favorables condiciones ambientales son elementos que nos llevan a suponer una posible inclusión de este yacimiento dentro del proceso de colonización «espontánea» que precedió al impulsado por la Lex flaminia de agro gallico et piceno viritim dividundo («Ley flaminia sobre el territorio galo y piceno a repartir individualmente») de 232 a. C., con la que se pretendía poblar todo el territorio galo y piceno por la que se reorganizó la totalidad del ager Gallicus y Picenum. Este núcleo urbano se configuró administrativamente como praefectura.

## Historia
Levantada sobre una terraza fluvial, fue primero prefectura en el 232 a. C. y luego recibió estatus municipal durante el siglo I a.C. hasta alcanzar su apogeo en el siglo II d.C. Las escasas inscripciones que han llegado hasta nosotros demuestran que en época imperial era Municipium (C. I. L., vi, 3884, 19; xi, 5750), aunque en el Liber Coloniarum antes citado (Ostrensis ager) se incluye entre las colonias.
Estaba inscrito en la tribu de Pollia (C. I. L., 3884, 19; xi, 6190) y tenía ordenanzas comunes a los demás municipios. Las escasas inscripciones conservadas atestiguan la presencia de magistrados como un «duovir designatus» (C. I. L., xi, 6190), un "sexvir... et Aug. (C. I. L., xi, 6192). Las inscripciones mencionan también gremios de artesanos: un «collegium fabrum» (C. I. L., xi, 6191) un «collegium centonariorurn» (C. I. L., xi, 5750) y un «augur» (C. I. L., xi, 6190) y nos atestiguan el culto a la Bona Dea (C. I. L., xi, 6185).
Tenues vestigios de una temprana frecuentación de la zona se remontan a los siglos III-II a. C., mientras que una primera definición en sentido urbano aparece a mediados de la época republicana, cuando comienza el desarrollo de la vasta plaza central de la ciudad, que en esta etapa aún no estaba pavimentada con losas de piedra, sino simplemente grava.
A partir de la época imperial, toda la plaza Forense se pavimentó con losas de mármol y piedra caliza y se rodeó de los principales edificios públicos, entre ellos el teatro y el templo. Los edificios que ya daban a la plaza, como el pequeño sacellum, también fueron reordenados y dotados de mayor impacto monumental, aplicando fondos arquitectónicos a la fachada que daba a la plaza. Entre los edificios de nueva construcción destaca, en el lado occidental del Foro, el conjunto formado por el templo sobre un podio y el edificio vecino (estructura 4). En el transcurso de la época altoimperial se definieron también los principales ejes viarios urbanos, y la zona del foro quedó definitivamente incluida en un perímetro amurallado en el que se abría una puerta monumental a la llegada del eje viario principal de la ciudad a la plaza forense. Esta fase se corresponde con el periodo de máximo esfuerzo monumental en el centro de la ciudad, que puede situarse entre la época augustea y finales del siglo I d.C.
Tras la época julio-claudia, un segundo momento de gran fervor arquitectónico coincidió con el periodo comprendido entre la segunda mitad del siglo I y principios del II d. C., cuando se llevaron a cabo obras de gran envergadura, como el vasto complejo de baños públicos del sector sureste de la ciudad.
Según la tradición, la ciudad fue abandonada como consecuencia de las invasiones bárbaras que caracterizaron el centro de Italia en torno a los siglos V-VI y que condujeron a la destrucción inicial de la ciudad en 410 por los visigodos de Alarico. Los habitantes de Ostra se refugiaron entonces en las colinas circundantes, donde fundaron nuevos asentamientos: así nacieron los municipios de Montalboddo (o Monte Bodio) y Montenovo, que en el siglo XIX, para confirmar su ascendencia del antiguo municipio romano y no sin disputas por el derecho a llevar el nombre, adquirieron los nombres de Ostra Vetere y Ostra (antiguo Montalboddo), en la orilla derecha del Misa, y Belvedere Ostrense, respectivamente.
Atestiguada como diócesis, fue obispado durante el siglo VI d.C.; los últimos registros de la antigua Ostra se remontan al año 502, cuando el obispo de la diócesis de Ostra Martinianus participó en el sínodo convocado en Roma por el papa Símaco.
A pesar de ello y de su proximidad a Senigallia, centro portuario que pasó a formar parte de la Pentápolis bizantina, Ostra dejó de existir como ciudad a finales del siglo VI y principios del VII, cuando fue definitivamente abandonada. Sin embargo, para Ostra, como para Suasa y otros muchos centros de las Marcas, no fue un final violento, no murió como consecuencia de acontecimientos militares particulares, sino más bien como resultado de un abandono gradual debido a la situación general de inseguridad provocada sobre todo por los acontecimientos de la guerra greco-gótica, primero, y por la expansión hacia el norte del ducado lombardo de Espoleto, después La proximidad a Sena Gallica y la presencia de la pentápolis marítima bizantina no bastaron para frenar a los lombardos, ni para mantener viva la ciudad. Las ciudades del fondo del valle, difíciles de defender, fueron abandonadas en favor de nuevos centros que surgieron en alturas aisladas a lo largo de las crestas. Esta progresiva desaparición de la realidad urbana se aprecia arqueológicamente en las fosas de expoliación de las murallas, en las diversas calizas halladas en el sector central de la ciudad y, sobre todo, en las numerosas tumbas de la plaza del foro, signo inequívoco de un cambio funcional radical de este espacio. Sin embargo, las tumbas del foro no sólo indican este cambio en el uso de la plaza central de la ciudad, sino que también sugieren la transformación del templo que daba al foro en una iglesia cristiana.
Parece probable que la continuidad y la supervivencia del yacimiento estén vinculadas a la presencia de un edificio de culto. Sólo si partimos de la base de que el templo principal de la ciudad romana se transformó en iglesia cristiana podremos justificar el hecho de que éste sea el único edificio de Ostra que ha permanecido siempre a la vista y que aún hoy se conserva en alzado. Una confirmación adicional son las numerosas tumbas que ocupan el sector de la plaza forense situado frente al propio templo y que, a tenor del escaso ajuar funerario hallado en algunas de ellas, datan sin duda de al menos mediados del siglo VII. Por lo tanto, podemos suponer para Ostra el mismo fenómeno que en Emilia Romaña se atestigua para Veleia y Claterna, donde desaparecen las ciudades romanas pero, donde estaban los antiguos centros urbanos, permanecen las iglesias, que, en los dos casos emilianos, se convierten además en iglesias parroquiales.

### Época contemporánea
En 2005, durante la XIV legislatura de la República Italiana, el senador Luciano Magnalbò presentó un proyecto de ley (n.º 3412 de 10 de mayo de 2005) para la creación del «Parque arqueológico, histórico y cultural de Sentinum, Suasa y Ostra».
El 1 de agosto de 2012, propuesto en el marco del TAU/Teatri Antichi Uniti, al atardecer (20.00 horas), en el Área Arqueológica Le Muracce de Ostra Vetere, vuelve un espectáculo inspirado en el antiguo teatro de la tragedia griega: «Concierto cuarteto Antígona», una narración musical de la historia de Antígona a cargo de Elena Bucci y Marco Sgrosso.
En agosto de 2021 se presentará en Ostra Vetere, en la plaza situada frente al Polo Museale Montenovo, el volumen editado por P.L. Dall'Aglio, de la Universidad de Bolonia, y C. Franceschelli, de la Universidad de Clermont Auvernia, «Ostra: Archeologia una città romana Marche (excavations 2006-2019)». Franceschelli de la Universidad de Clermont Auvernia «Ostra: arqueología de una ciudad romana de las Marcas (excavaciones 2006-2019)», que es un compendio de los descubrimientos realizados durante las campañas de excavación, que tuvieron lugar desde 2006.

## Área arqueológica

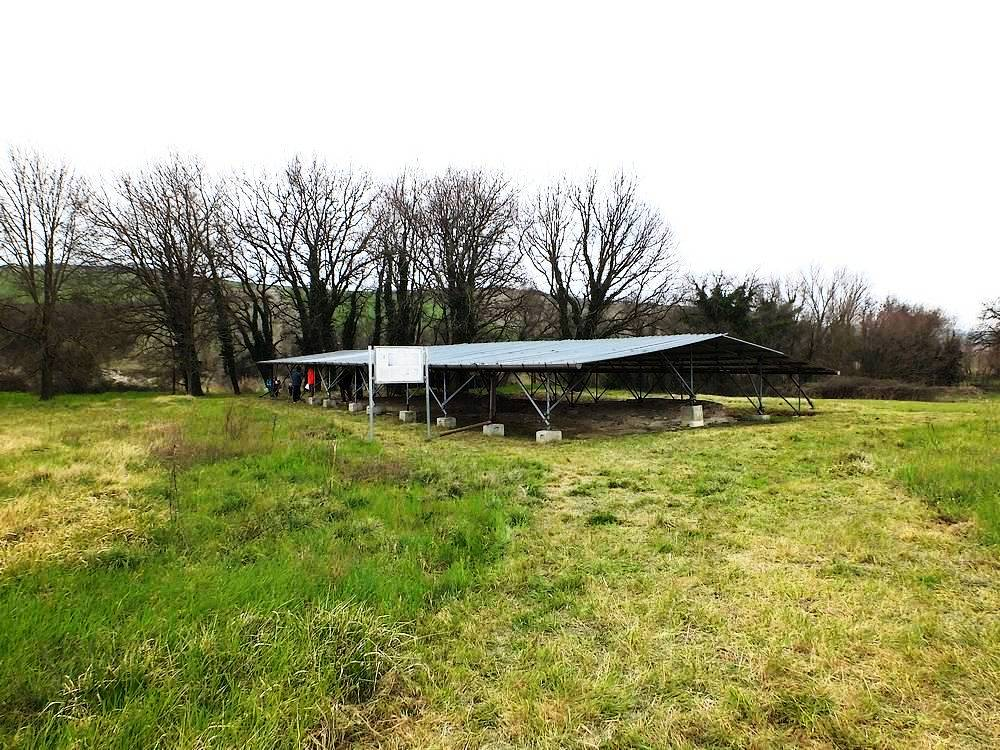
Terma romana.

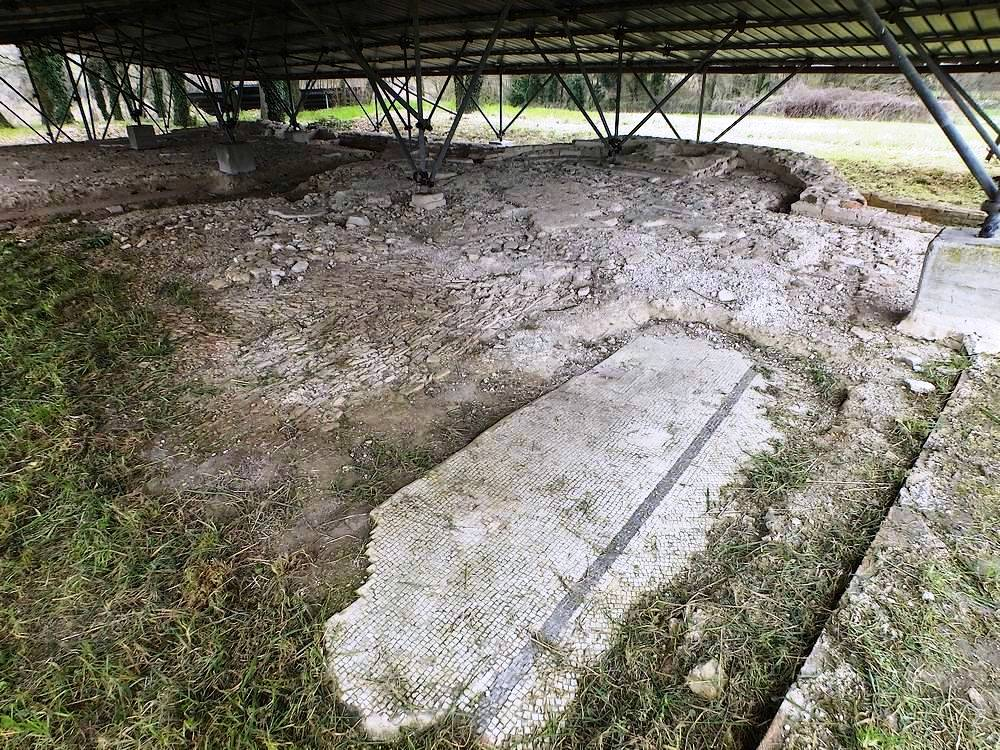
Terma romana.

En la actualidad son visibles una casa de baños, un teatro, el 

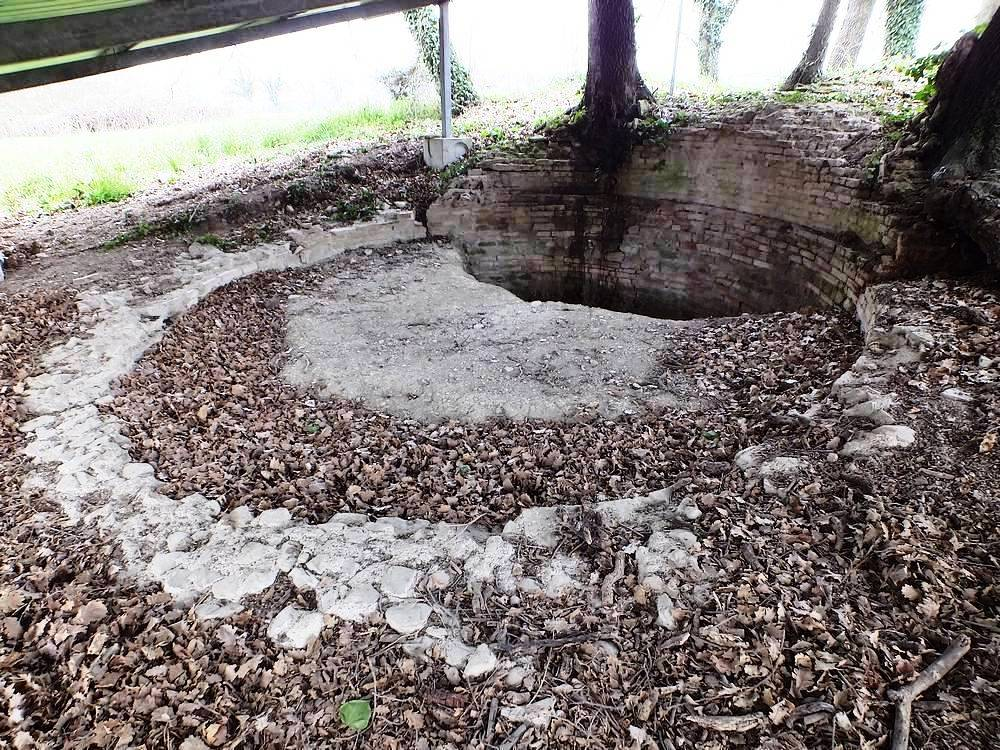
Terma romana.

edificio de un templo, un foro y los restos de tramos de una calle pavimentada.

### Las termas
La zona de las termas también fue excavada por Cav. Baldoni en 1903-1904. En cuanto a las termas, se sacaron a la luz un total de 25 salas, entre ellas el calidarium y el frigidarium, con paredes revestidas de mármol y suelo de mosaico. También se encontraron dos hornos y una gran pila, que probablemente servía de depósito de agua para la planta termal.
En la década de 2000, se llevaron a cabo trabajos de restauración conservadora en la zona del complejo de las termas, también a cargo de la Superintendencia. Durante esta intervención, de hecho, además de poder establecer que las termas se construyeron entre finales del siglo I y principios del II d. C., se pudo constatar, bajo los suelos de mosaico de las termas, la presencia de niveles de suelo más antiguos, datables entre finales de la época republicana y la augustea, lo que remite a unas termas primitivas o a un barrio residencial anterior a las termas propiamente dichas.
Tras la época julio-claudia, un segundo momento de gran fervor arquitectónico coincidió con el periodo comprendido entre la segunda mitad del siglo I y principios del II d. C., cuando se realizaron obras de gran envergadura, como el vasto complejo de baños públicos del sector sureste de la ciudad.

### El teatro

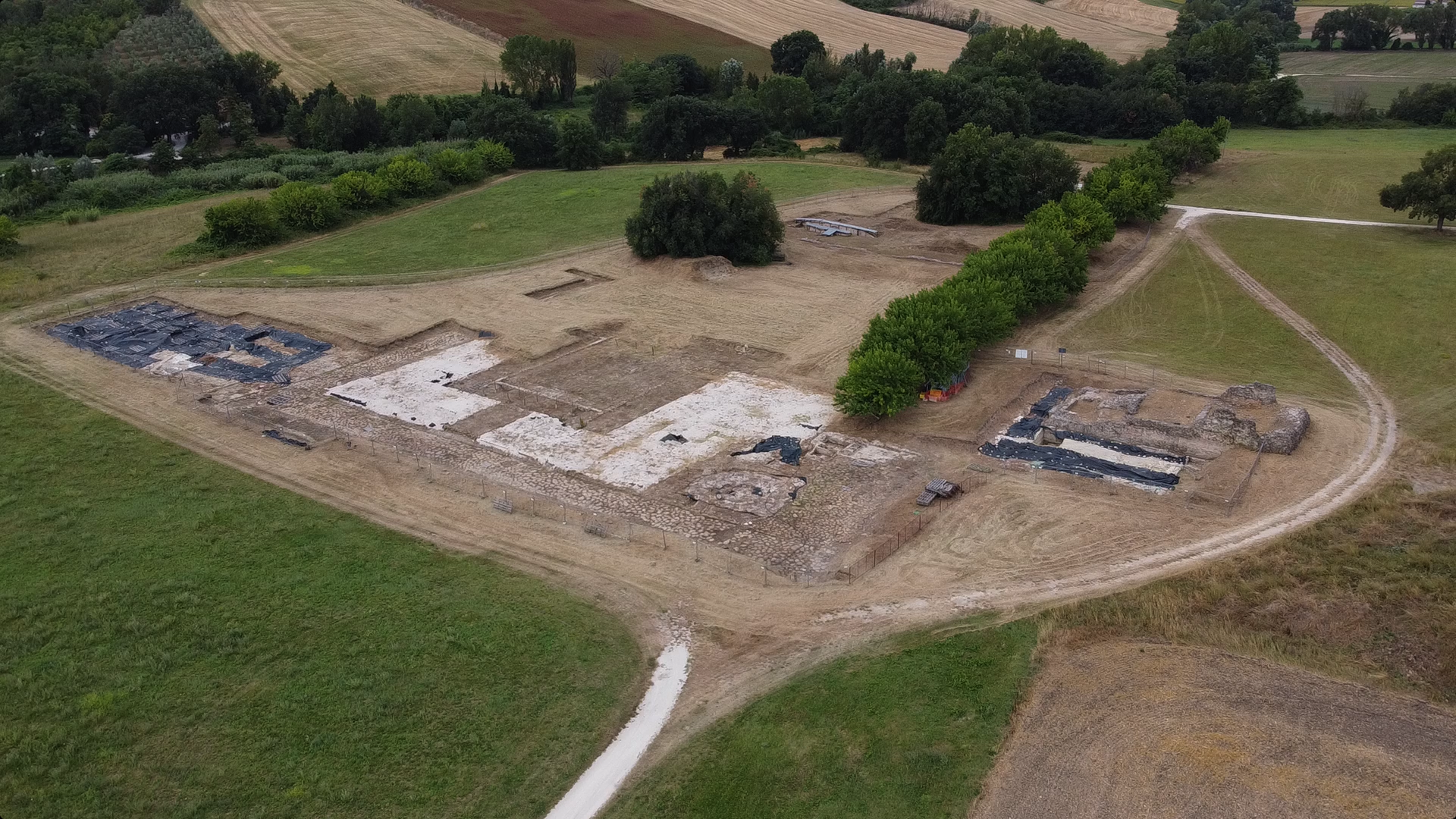
Vista aérea del foro, templo sobre podio, estructura 4 durante las excavaciones y al fondo la zona del teatro antes de su restauración en 2020.

El teatro fue descubierto y excavado por Cav. Baldoni durante la campaña de 1903-1904, situado entre la zona forense y las termas. Con sus 44,60 m de diámetro, representa el edificio más pequeño de este tipo hallado en la región de Las Marcas. Se sacó a la luz la escena, con la pared del fondo animada por nichos rectangulares y semicirculares alternados, y parte de un suelo de grandes losas de terracota, referible a la zona de la orquesta. El plano de los restos sacados a la luz nos da un diámetro máximo del edificio teatral de 48,60 m² y en aquella época se conservaba, en algunos lugares, a unos 2 metros por encima del antiguo nivel del suelo.

### El templo en el podio

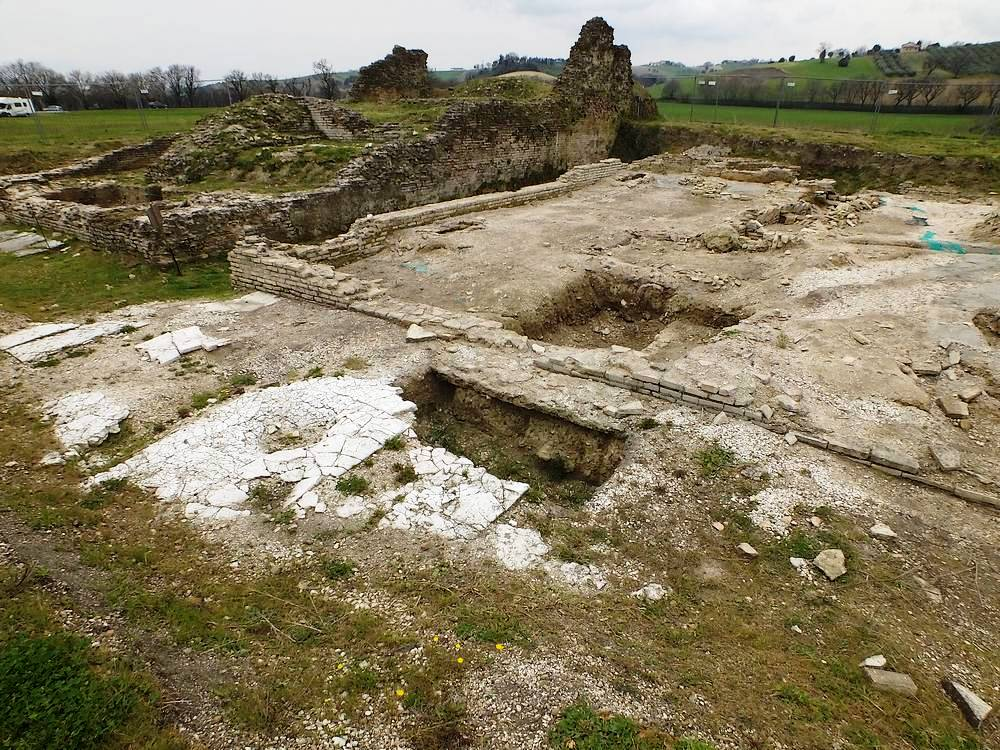
Templo sobre podio y Estructura 4, vista lateral.

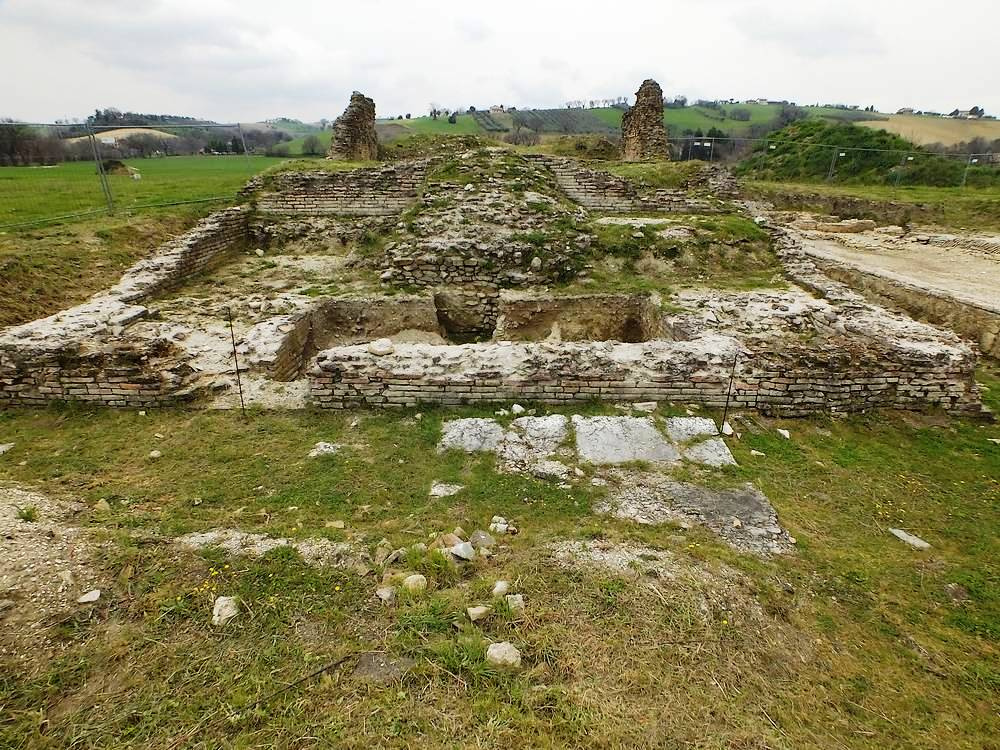
Templo sobre podio, vista frontal.

A partir de la época imperial, toda la plaza forense se pavimentó con losas de mármol y piedra caliza y se rodeó de los principales edificios públicos, entre ellos el teatro y el templo. Entre los edificios de nueva construcción, en el lado occidental del Foro se encuentra el conjunto formado por el templo sobre un podio y el edificio vecino denominado Estructura 4. Este edificio, de función incierta, consta de una sala delantera rectangular y una parte trasera organizada en tres salas contiguas -de las cuales la central es absidal-, todas comunicadas con la sala central, de la que se conserva parte del pavimento de mosaico blanco.

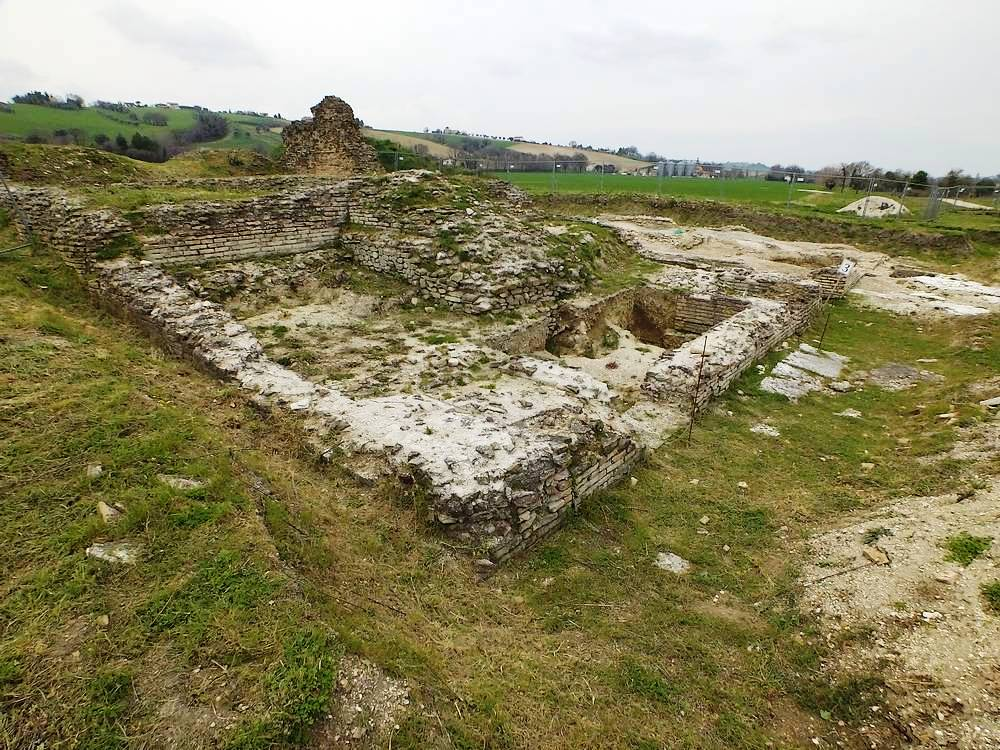
Templo sobre podio y Estructura 4 al fondo, vista lateral.

El Templo sobre podio, situado a unos 50 m al norte del teatro, es un vasto edificio rectangular dividido en tres salas, del que quedan en pie los muros perimetrales a una altura de unos 2 m. Ya identificado por las antiguas excavaciones de 1903-1904, este edificio (25 × 12 m), se conserva a una altura de unos 2,5 m del nivel del suelo actual y a casi 4 m del suelo original del foro. De planta rectangular, debió de tener una fachada tetrástilo con un podio de considerables dimensiones al que se ascendía por dos escaleras laterales, para acceder después a las dependencias pertenecientes al edificio de culto propiamente dicho por una escalera central. Todas las estructuras de los muros se construyeron con una técnica de ladrillo de buena factura, consistente en un núcleo interior de cal, revestido interior y exteriormente con una cortina de ladrillo formada por paralelepípedos de base triangular, dispuestos regularmente en hiladas superpuestas. El templo se hallaba dentro de un corredor de servicio pavimentado con mosaicos, que lo rodeaba por tres lados con la única excepción del frontal, que daba directamente a la plaza forense.
El edificio conocido como Estructura 4 (17,90 × 11,15 m), consta de una sala delantera rectangular y una parte trasera organizada en tres salas contiguas, la central de las cuales es absidal, todas comunicadas con la sala central pero no conectadas entre sí. La sala central conserva una banda de suelo de mosaico blanco a lo largo de las paredes perimetrales, mientras que en el centro debió de tener suelo de losas de mármol, por desgracia totalmente despojado en las últimas fases del abandono de la estructura. Un esfuerzo decorativo similar se reservó también a los muros, que conservan el revestimiento de mármol en la base, mientras que en las partes superiores debieron de enriquecerse con estuco coloreado, recuperado en grandes cantidades de los niveles de derrumbe. Aparte del fuerte vínculo estructural con el cercano templo sobre podio, con el que comparte la técnica constructiva, no está claro qué tipo de función tuvo originalmente esta sala: teniendo en cuenta su posición, su carácter monumental y su planta, parecen plausibles varias hipótesis, de hecho, en la dirección de una segunda estructura sagrada (sacellum) o civil (sede de un gremio).
A partir del siglo V, hay intervenciones limitadas en la zona del podio del templo, donde se rellenan las dos escaleras inferiores para contrarrestar el crecimiento del pisoteo de la plaza exterior. Tal operación parece sugerir la persistencia del uso de este edificio, que aún podría conservar cierto carácter monumental, sobre todo si se quiere plantear la hipótesis de una conversión de la estructura de lugar de culto pagano en iglesia. En apoyo de esta hipótesis, corroborada por la fuente escrita de principios del siglo VI que menciona a un obispo perteneciente a la diócesis ostrense, se encuentra también el complejo cementerial articulado, compuesto en la actualidad por más de 50 sepulturas, que datan al menos de finales del siglo V-principios del VI, halladas alrededor del edificio.

### Foro de Ostra

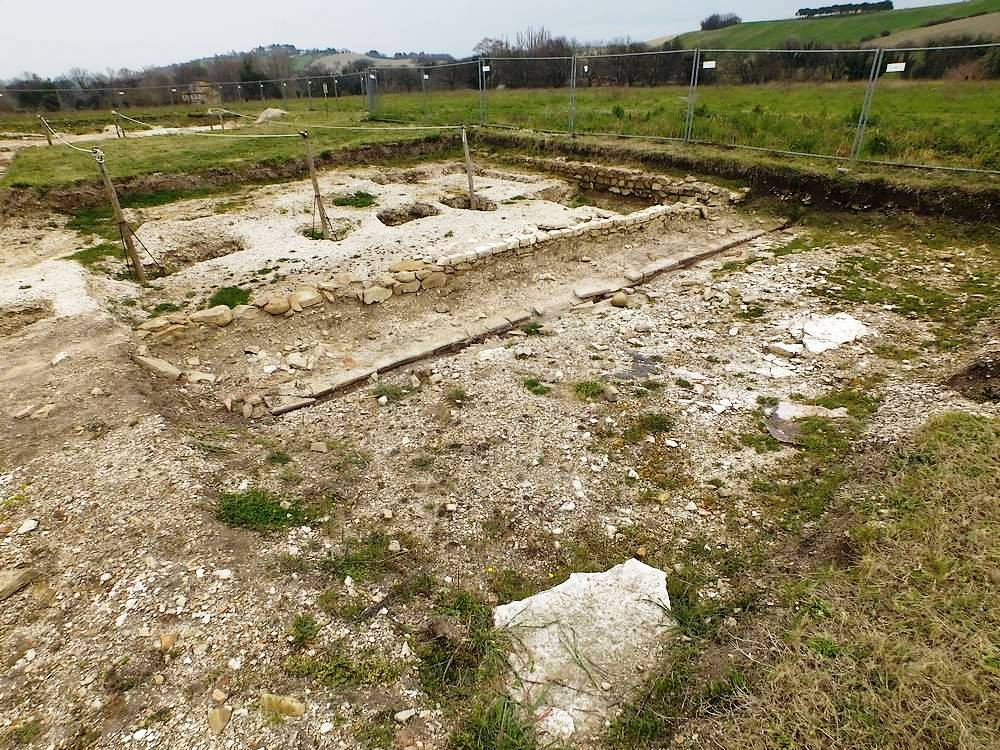
Área forense, carriles de votación de la Estructura 14.

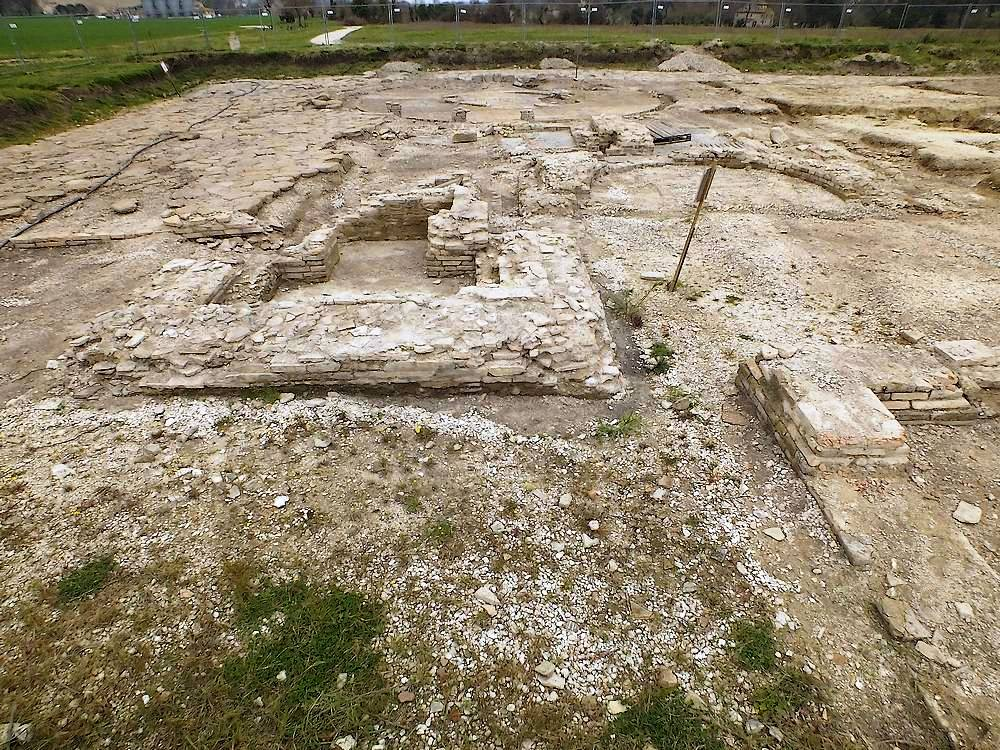
Zona forense, Estructura 18,Estructura 19 y edificio circular al fondo.

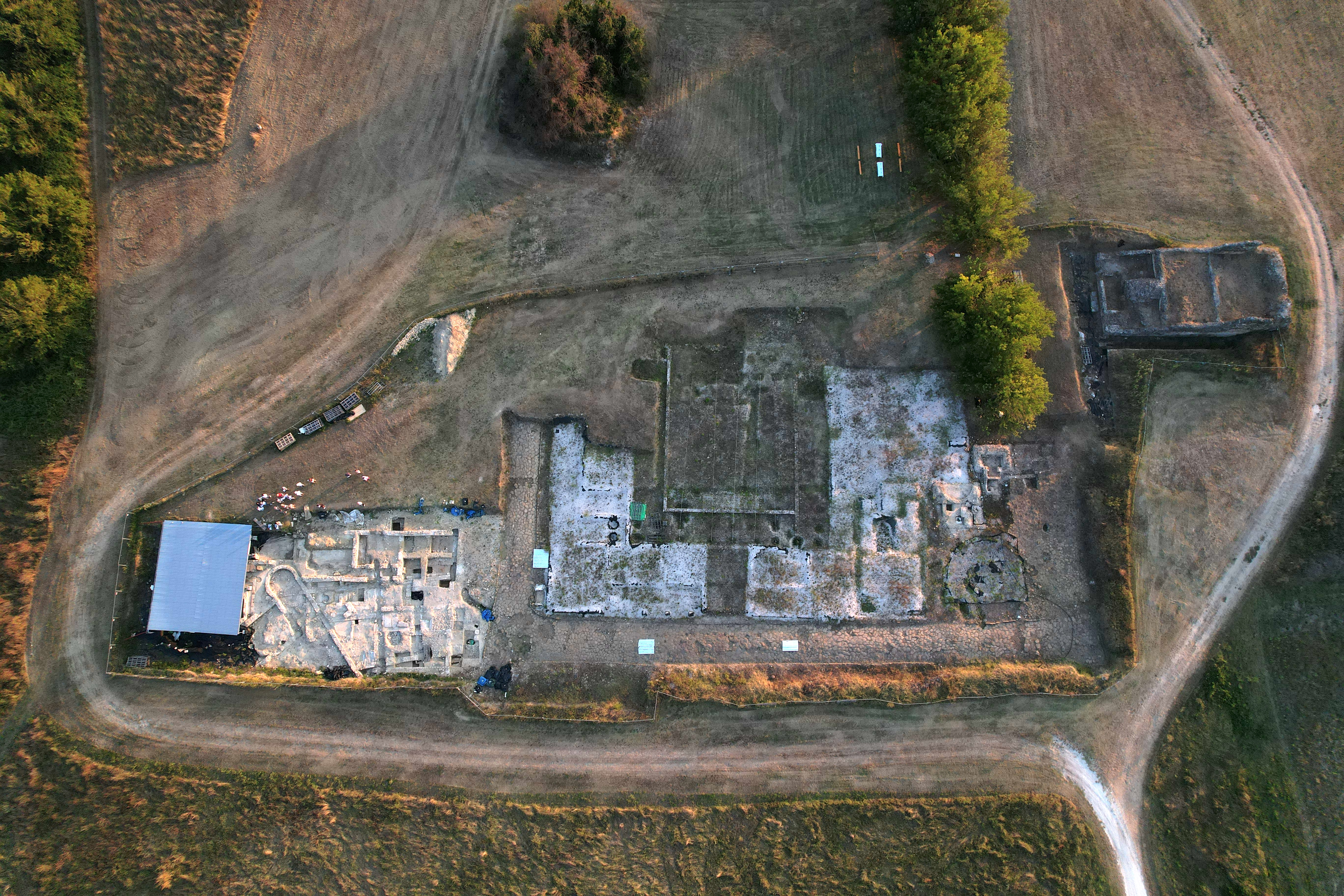
Vista aérea de la zona forense, desde la derecha: Templo sobre podio, edificio circular,Estructura 18,Estructura 19,Estructura 8 y zona domus.

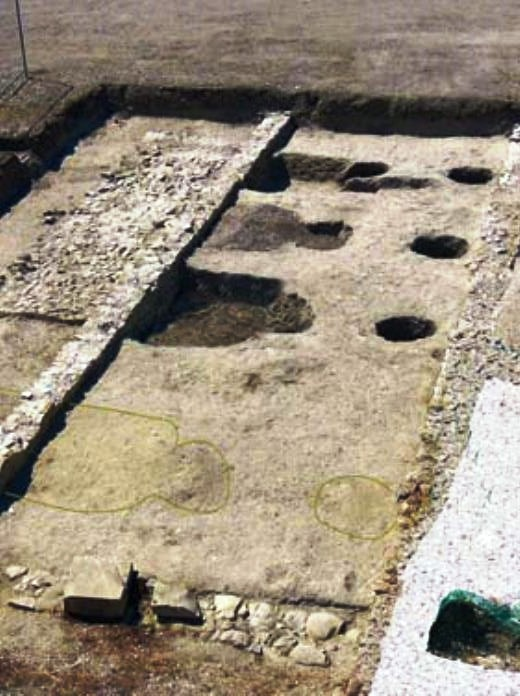
Área forense, pozos situados en el límite norte de la Estructura 14.

Con el nacimiento del municipium asistimos a la primera verdadera monumentalización del centro urbano. En esta fase se delimitó una zona de antepatio de aproximadamente 75 × 65 m, que fue objeto de una intervención sistemática de regularización, consistente en la colocación de una serie de rellenos de grava con un espesor total de entre 30 y 60 cm. A continuación, los dos sectores del foro quedaron separados por un canal de drenaje de mampostería, que atravesaba todo el sector en dirección NO/SE. Además, se construyó un gran edificio, recientemente descubierto y actualmente en estudio (Estructura 27), cuya función no puede definirse con precisión por el momento. Tiene planta rectangular, y está dividido interiormente en dos estancias, compuestas por un pórtico de acceso y un gran vestíbulo interior.

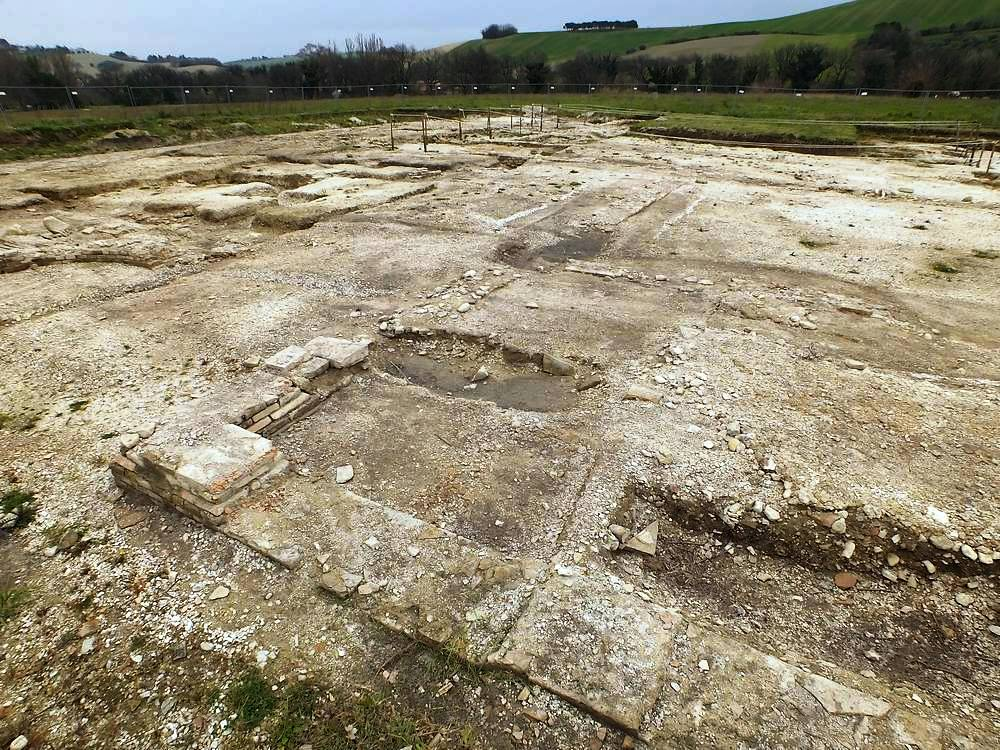
Zona forense, carriles de votación de la Estructura 14 al fondo.

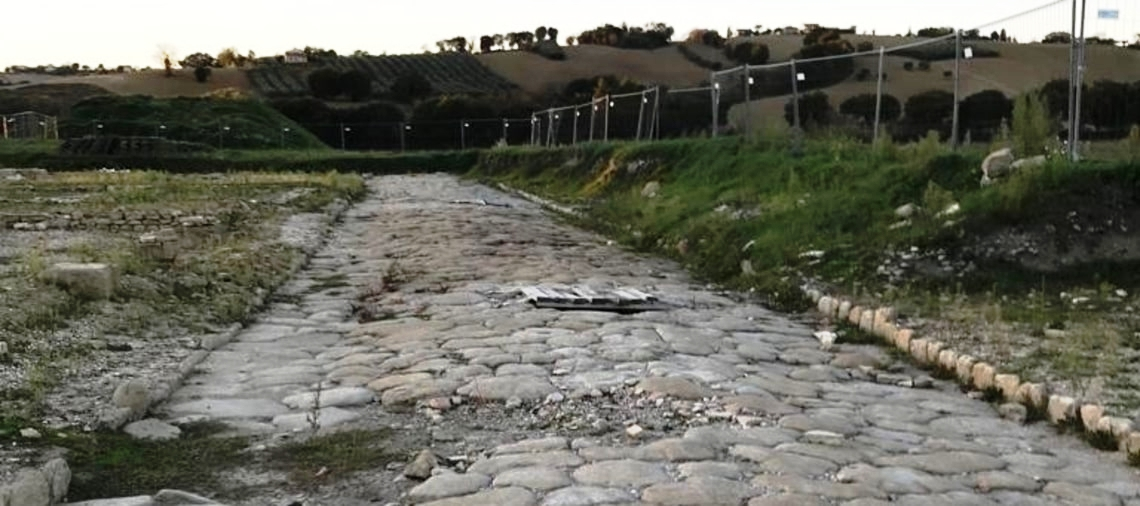
Zona forense, carretera asfaltada.

En época republicana, en la zona ocupada posteriormente por la estructura 8, existía la estructura 14, que ocupaba este mismo sector del foro y fue desmantelada en la segunda mitad del siglo I d. C., probablemente para dejar sitio a esta última. El complejo en cuestión consiste en una serie de pozos, dispuestos a lo largo de los márgenes NE y SO del sector septentrional del foro, que está elevado unos 20-30 cm con respecto al resto de la plaza forense, a raíz de un extenso relleno artificial de grava. Las fosas del lado NE del foro tienen forma cuadrangular (48-50 cm de lado y entre 1,40 y 1,50 m de profundidad) y están dispuestas en dos hileras paralelas, separadas aproximadamente 1,90 m en dirección norte-sur. Se conocen seis pares de pozos, situados a distancias de entre 2,40 y algo más de 4 m entre sí. En el lado opuesto del sector norte del agujero, se encontró otra serie de al menos tres pozos de forma cuadrangular, de entre 90 y 110 cm de profundidad, dispuestos a lo largo de una única alineación paralela a la examinada anteriormente y con una buena correspondencia entre los pozos situados en los dos extremos opuestos, definiendo espacios longitudinales paralelos, de aproximadamente 20 m de longitud. Inmediatamente al norte de esta serie de pozos, se identificó un espacio rectangular, abierto a la carretera por detrás con una columnata, que parece formar un único conjunto con la estructura de los pozos. Este conjunto se ha interpretado como una estructura destinada a las operaciones de votación municipal y para la que es posible proponer para el edificio con columnata la función de diribitorio, es decir, la zona en la que se realizaba el recuento de «papeletas» durante las elecciones.
Por su posición descentrada con respecto a la plaza del foro, su organización en hileras paralelas y su forma casi cuadrada, dispuesta para alojar postes de madera de aproximadamente 1 pie por lado, estos pozos presentan grandes similitudes con los hallados en algunos contextos coloniales centroitálicos (Fregellae, Cosa, Alba Fucens y Paestum) y en otros contextos coloniales y no coloniales centroitálicos (Aquileia, Iulia Concordia y Tuder), donde se interpretaron principalmente como estructuras relacionadas con operaciones de votación, en el contexto de comitia para la elección de magistrados municipales.
Según la interpretación más acreditada, estos pozos servían en realidad para alojar postes de madera a los que se sujetaban largas varas que definían las calles en las que se dividía el cuerpo cívico durante las operaciones electorales, en función de sus respectivas unidades de votación. Estas divisiones del cuerpo electoral eran la consecuencia directa de la generalización de las prácticas de voto secreto y simultáneo atestiguadas no sólo en Roma, desde mediados del siglo II a. C., sino también en el ámbito municipal.
La época augustea fue testigo de la primera ordenación del espacio forense en un sentido propiamente monumental, cuando se construyó un sacellum (estructura 18) al final de la principal vía urbana de la plaza. El espacio interior se subdivide en dos estancias, una delantera, a modo de pronaos, y otra trasera, que debe interpretarse como la cella, dentro de la cual debía colocarse la estatua de culto.
Ligeramente al sureste, el sacellum está flanqueado por un edificio exedra estrechamente relacionado con el agua (estructura 19), que incorporaba un pozo, tal vez ya existente, con mampostería. Al menos en una fase temprana, la estructura 19 presenta una planta simétrica, compuesta por una serie de pequeñas albercas y salas pavimentadas en terracota, dispuestas en torno a una gran pila semicircular (4,26 m de diámetro), con frente abierto hacia la plaza. Detrás de estos dos edificios, en una fase probablemente poco posterior a estas intervenciones, se había construido un edificio circular de unos 11,20 m de diámetro en forma de tholos, con una perístasis exterior formada por una serie de columnas de ladrillo revestidas de estuco, que rodeaba una sala interior de unos 4,5 m de diámetro, probablemente destinada a celda.
A partir de este momento se inicia el proceso de transformación monumental del centro de la ciudad, que en un par de siglos aproximadamente alcanzaría su forma evolucionada. Entre la época de Augusto y finales del siglo I d. C., el foro de Ostra, encerrado en un perímetro definido y bien aislado del sistema viario, alberga en su interior los principales edificios destinados a las actividades económicas, civiles y religiosas.
Entre finales del siglo I y principios del II d. C., se realizó una obra de particular empeño monumental en el sector oriental del foro (estructura 8). Se trata de una gran plaza cuadrada de 28,40 m de lado, porticada en tres de sus lados y delimitada hacia el foro por un muro continuo, en cuyo interior se abrían dos entradas.
Tras su instalación inicial, en una fase que no puede fecharse con precisión, esta sala se amplió desplazando la pared trasera hasta el borde del pavimento de la calzada situada detrás. Desde el punto de vista arquitectónico, el complejo de Ostran parece seguir bastante de cerca el modelo del Templum Pacis de Roma, construido en época flavia con una forma y una función que diferían notablemente de las de la serie de foros imperiales de la capital. Investigaciones recientes han demostrado que se presentaba como un vasto jardín, adornado con plantas y elementos acuáticos, en el que el valor sagrado se asociaba al artístico-cultural, debido a la presencia de obras de arte y de una biblioteca en su interior.
Este modelo de construcción en las zonas del norte de Italia y transalpinas es bien conocido. A estas recurrencias hay que añadir ahora la de Ostra, que atestigua la indudable vitalidad del modelo también en el área adriática media. En cuanto a la función del complejo ostiense, es muy probable que, como en el caso de Roma, estemos ante un edificio multifuncional, con connotaciones religiosas, culturales y políticas. Sin embargo, a diferencia de lo que ocurre en Roma y en la mayoría de los centros con una estructura similar, donde constituye una ampliación de los espacios públicos ya existentes, en Ostra ocupa parte de la plaza forense, determinando así una reducción significativa, con el repliegue del lado noreste en más de 20 m.
Entre finales del siglo I y principios del II d. C. tuvo lugar la completa peatonalización de la zona forense, con la construcción de una plaza pavimentada delimitada por una muralla, en la que se abría un portal de entrada, claramente identificable gracias a la presencia de los elementos del umbral y las jambas. El patio empedrado que conduce al foro es, en la práctica, la continuación y prolongación del eje principal de entrada a la ciudad, construido, sin embargo, con adoquines de características diferentes a los de la calzada, de la que, además, está separado por un bordillo que impide la entrada de carros. De este modo, el foro, que probablemente en sus primeras fases debió de ser abierto y atravesado por la principal vía urbana, pasa a definirse como un conjunto cerrado y compacto, en el que se ubican los principales edificios religiosos, civiles y comerciales de Ostra. Otras intervenciones, aunque menores, datan de la segunda mitad del siglo II d. C. con el avance de la fachada del pequeño sacellum (estructura 18) y con la construcción de un gran edificio rectangular (estructura 20), de función incierta, que ocupa el espacio dejado libre entre ésta y la estructura 8, y que internamente presenta la típica división en dos estancias, pronaos y gran salón rectangular. También data de estos mismos años la ampliación de la sala de culto de la estructura 8, que llega así hasta la calzada que delimita el lado norte del foro.

## Escavaciones arqueológicas

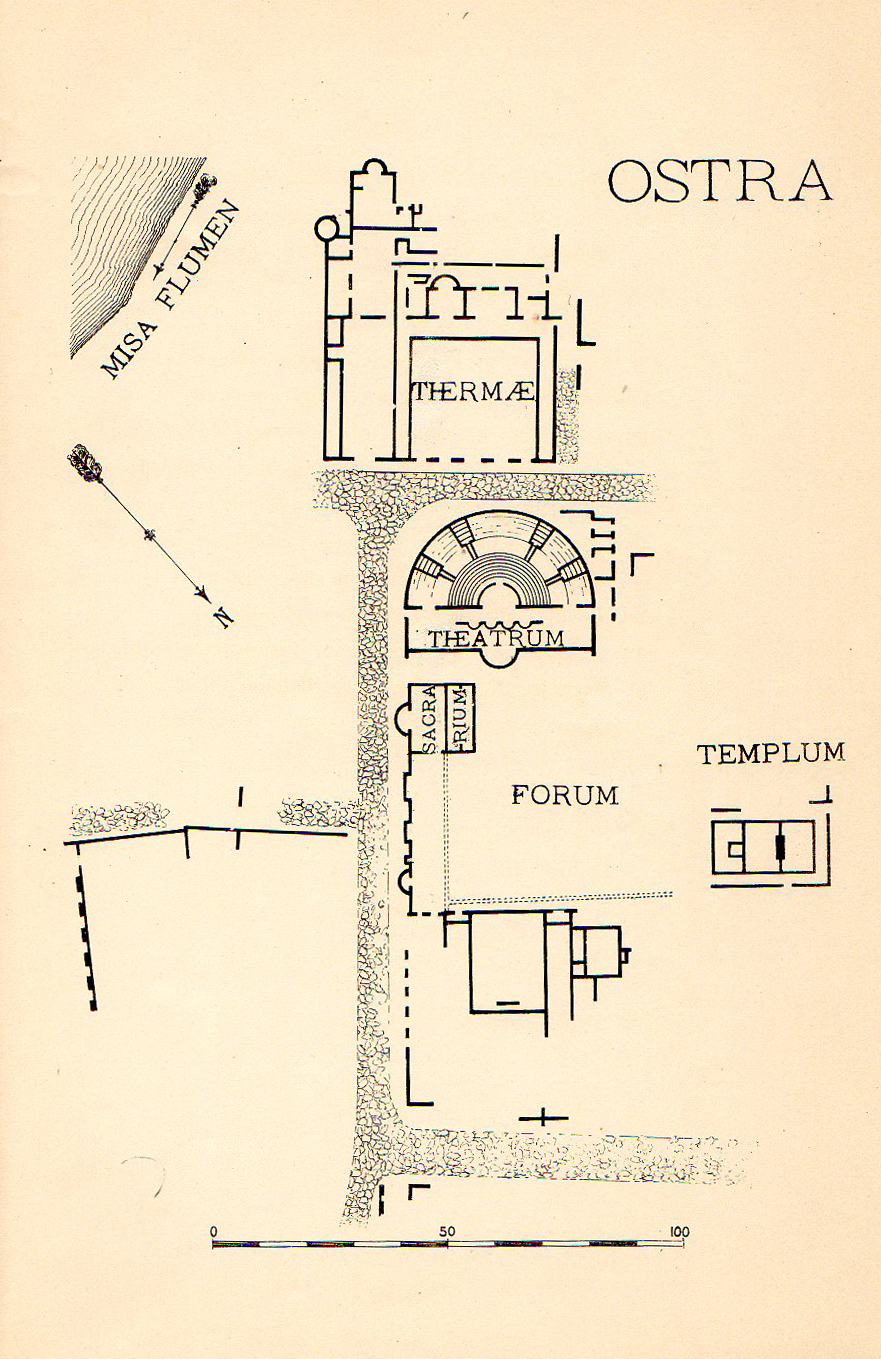
Mapa de la antigua Ostra, elaborado durante las excavaciones de 1903-1904 llevadas a cabo por Cav. Baldoni.

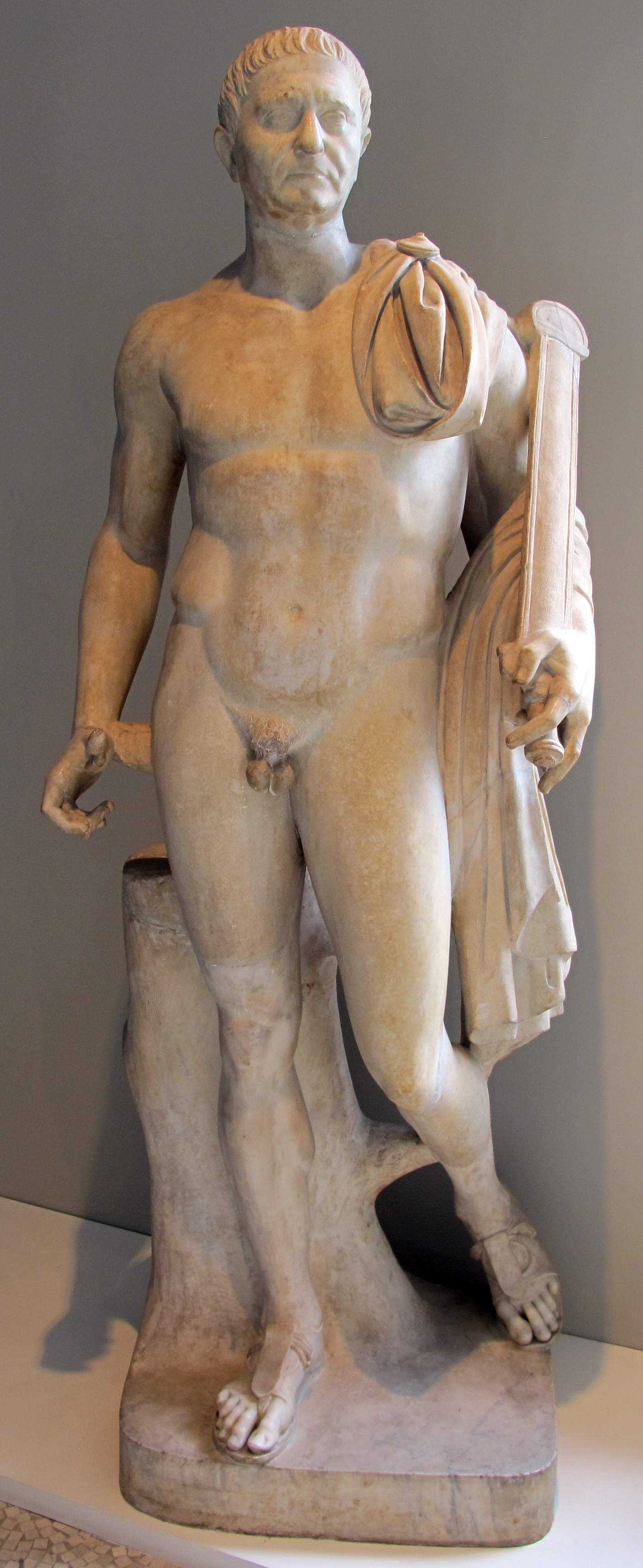
Estatua probablemente identificable con el emperador Trajano procedente de la ciudad de Ostra y actualmente conservada en el Musée d'art et d'histoire de Ginebra. Se puede ver una copia en el Museo cívico-parroquial Maria Crocefisso Satellico de Ostra Vetere.

Ostra desapareció como centro urbano a principios de la Edad Media, pero sus restos siguieron siendo, si no visibles, al menos percibidos por quienes cultivaban o frecuentaban la zona, hasta el punto de que ésta se conoce con el significativo topónimo de «Muracce». A lo largo del tiempo, las labores agrícolas debieron sacar constantemente a la luz materiales y estructuras pertenecientes a la antigua ciudad. El hallazgo más significativo del que se tiene noticia es el de una estatua masculina en desnudez heroica, descubierta en 1841 por la familia Brunetti en terrenos propiedad del conde Franceschini di Montenovo. La estatua fue vendida más tarde a un terrateniente, Nicola Brunetti, por «un precio muy pequeño», y la volvemos a encontrar en 1865 en Bolonia. Aquí fue examinada por una comisión de la Real Academia de Bellas Artes, que la calificó de «obra valiosísima de la escultura grecorromana de los buenos tiempos, y que representa al emperador Trajano en forma de Marte». (Tras la negativa del Estado italiano a adquirir la estatua y otros cambios de propiedad, fue vendida en 1893 a la ciudad de Ginebra.
El descubrimiento de esta estatua, que constituye en cierto modo el emblema de Ostra, es la base de las primeras excavaciones reales llevadas a cabo en el emplazamiento de Ostra, emprendidas entre 1903 y 1904 por el caballero Giuseppe Baldoni di Montalto, comandante de caballería, entonces propietario de los terrenos en los que se asentaba la ciudad. Las excavaciones sacaron a la luz un edificio de termas y el teatro, separados por una amplia calzada pavimentada con dirección NO/SE. Un segundo eje viario perpendicular al anterior y un tercer tramo paralelo al primero delimitaban una vasta zona reconocida como el foro de la ciudad, al que daban, además del teatro, varios edificios, entre ellos el templo sobre un alto podio.
En cuanto a la instalación termal, se han descubierto varias salas, como el calidarium y el frigidarium, con paredes revestidas de mármol y suelo de mosaico, así como otras estructuras relacionadas con la instalación termal. En cuanto al teatro, que, con sus 44,60 m de diámetro, representa el edificio más pequeño de este tipo hallado en la región de Las Marcas, se sacó a la luz el escenario, con su pared trasera animada por nichos rectangulares y semicirculares alternados, y parte de un suelo de grandes losas de terracota, referible a la zona de la orquesta. En cuanto al edificio del templo, de 25 m de largo por 12 m de ancho, las excavaciones llevadas a cabo a principios del siglo XX en el interior de las salas alcanzaron una profundidad de 1,80 m, revelando en su mayor parte material de escombros utilizado para construir el podio, mientras que las realizadas en el exterior, a lo largo de la fachada, permitieron descubrir losas de piedra caliza pertenecientes al pavimento del foro.
Tras estas exploraciones iniciales, no hubo nuevas excavaciones en el emplazamiento de la ciudad romana hasta la década de 1980. De hecho, la Soprintendenza per i Beni Archeologici delle Marche realizó varias intervenciones entre 1985 y 1990 que, sin embargo, no modificaron sustancialmente el plano de la ciudad romana tal y como había quedado definido a partir de las exploraciones de Baldoni.
Las campañas de excavación se reanudaron en el verano de 2006, mientras que el año anterior se había firmado un acuerdo entre la administración municipal de Ostra Vetere, el Departamento de Arqueología de la Universidad de Bolonia y la Soprintendenza per i Beni Archeologici delle Marche para reanudar la exploración sistemática del yacimiento. Este convenio fue consecuencia de la petición de la administración municipal de Ostra Vetere, entonces dirigida por el alcalde Massimo Bello, al Departamento de Arqueología de la Universidad de Bolonia para que emprendiera campañas regulares de excavación en el yacimiento de la ciudad romana, con el fin de llegar a una musealización y valorización de la zona y se repiten cada verano bajo la dirección del Departamento de Arqueología de la Universidad de Bolonia, y desde 2010 cuentan también con la participación de un equipo de la Universidad Blaise Pascal de Clermont-Ferrand.

## Museo
En 2012 se inauguró el «Antiquarium Città Romana di Ostra» dentro del Polo Museale Terre di Montenovo con la intención de crear un vínculo entre esta estructura museística y la zona arqueológica de la antigua Ostra. Desde 2006, la Universidad de Bolonia y la Universidad francesa de Clermont Ferrand llevan a cabo campañas de excavación durante el periodo estival para conocer la ciudad y su patrimonio. En el interior de las vitrinas se han colocado materiales procedentes de la zona arqueológica. En las paredes de la sección hay paneles que describen lo hallado durante las excavaciones que caracterizaron la ciudad de Ostra.
Sin embargo, el descubrimiento más importante realizado en la zona data de la primera mitad del siglo XIX y consiste en una gran estatua de mármol de Pariana (más de dos metros) que probablemente representa a un personaje público local con los rasgos de Trajano. En 2018, gracias a los esfuerzos de la administración municipal y a las donaciones de empresas locales, fue posible realizar una copia de la estatua, que ahora se expone en las instalaciones del museo.